# Asedio de Tarazona
El asedio de Tarazona de marzo de 1357 fue uno de los episodios de la Guerra de los dos Pedros.

## Antecedentes
Las causas de la guerra se encuentran en las pretensiones del monarca castellano sobre las tierras del reino de Murcia y el sur del reino de Valencia, incluyendo Murcia, Elche, Alicante y Orihuela. El desencadenante fue un episodio en qué nueve galeras catalanas, armadas por padre Francisco de Perellós con licencia del rey de Aragón Pedro el Ceremonioso, que iban en auxilio de Francia contra Inglaterra, llegaron a Sanlúcar de Barrameda en busca de vituallas y capturaron en aquellas aguas dos barcos de la República de Génova, entonces en guerra con Aragón. Pedro el Cruel, que se encontraba en el mencionado puerto, requirió a Perellós que abandonara su presa y como este no lo hizo, se quejó a Pedro el Ceremonioso, que tampoco le hizo caso.
El rey de Castilla embarcó en Sevilla y persiguió con algunas galeras a Perellós hasta Tavira pero no pudo atraparlo. Según una memoria de la época, fue el primer rey de Castilla que se embarcó para hacer la guerra por mar. Si hasta aquel momento habían tenido hostilidades, a principios de 1357 se declaró la guerra. En la lucha entre los dos reinos cristianos, Enrique II de Castilla (hermanastro de Pedro I de Castilla) con otros castellanos apoyó a Pedro el Ceremonioso, y el infante Fernando (hermanastro de Pedro de Aragón e hijo de Leonor de Castilla) ayudó a Pedro el Cruel.

## El asedio
El año 1357, Pedro el Cruel penetró con ayuda de los maestres de las órdenes de Calatrava, Santiago y Alcántara en las tierras de Aragón, atacando Trasobares y Calcena y apoderándose de Tarazona el 9 de marzo.

## Consecuencias
La caída de Tarazona puso bajo amenaza castellana Zaragoza. La guerra sin embargo se detuvo el 8 de mayo cuando se firmó a instancia del cardenal Guillermo de La Jugie, legado del papa Inocencio VI, una tregua de un año. Pedro el Ceremonioso rompió dicha tregua en agosto recuperando Tarazona.